# Tiken (Anundsjö socken, Ångermanland, 707706-161002)
Tiken är en sjö i Örnsköldsviks kommun i Ångermanland och ingår i Gideälvens huvudavrinningsområde. Tiken ligger i Hemlingsån Natura 2000-område.